# Lozang Tänpä
Lozang Tänpä (1782–1853) byl sedmým tibetským pančhenlamou. Předchozí pančhenlama Lozang Paldän Ješe zemřel v Pekingu roku 1780 na neštovice. 10. šamarpa, bratr Palden Paldäna Ješeho, pomáhal novou inkarnaci svého bratra nalézt. Lozang Tänpä pak pomáhal nalézt inkarance 8. i 9. dalajlamy (oba předčasně zemřeli).
| Linie pančhenlamů              | Linie pančhenlamů      | Linie pančhenlamů              |
| ------------------------------ | ---------------------- | ------------------------------ |
| Předchůdce: Lozang Paldän Ješe | 1782–1853 Lozang Tänpä | Nástupce: Lozang Paldän Čhökji |